# Clifford Hansen
Clifford Hansen (født 16. oktober 1912, død 20. oktober 2009) var en amerikansk politiker. Han var guvernør i Wyoming i perioden 1963 til 1967 og senator for Wyoming i perioden 1967 til 1978.

## Baggrund
Hansen blev født i Zenith, dengang beliggende i Lincoln County, Wyoming. Faderen var Peter Hansen og moderen Sylvia Wood, som var landbrugere oprindelig fra Idaho: Peter, af dansk afstamning kom fra Soda Springs, Idaho, og Sylvia, af engelsk afstamning var født i Blackfoot, Idaho. 